# 26 000 Couverts
26 000 Couverts est une compagnie de théâtre de rue française, installée dans une ancienne caserne militaire à Dijon et créée en 1995 par Philippe Nicolle et Pascal Rome

## Historique
La troupe  commence à se faire connaître en 1995 avec Les Petites Commissions, spectacle matinal et interactif, se déroulant sur les foires et les marchés ; il est remarqué lors des festivals de Chalon dans la rue et d'Aurillac. L'année suivante, en coproduction avec ces deux festivals, Sens de la visite, spectacle itinérant et iconoclaste, voit le jour.
Les hivers suivants voient passer le tube Citroën de La Crèche vivante et mobile de Raoul Huet, en hommage aux bricoleurs de génie et aux rituels païens. Puis La Poddémie est l'invité d'honneur de supermarchés, de centre d'arts, de foires, de fêtes de villages, de municipalités et de festivals en France et à l'étranger. En 1998, Direct !, créé lors d'une résidence à Poitiers, entre en résistance. Une adaptation filmée a été réalisée pour Arte.
L'année 2000 marque le début d'une nouvelle ère avec le départ Pascal Rome qui crée sa propre compagnie : "Opus".
Philippe Nicolle devient le référent artistique de la compagnie. Il met en scène Les Descendants des Tournées Fournel, qui partent sur les routes de France rebrûler les cendres du théâtre démontable. Puis c'est la création du Grand Bal des 26 000. En 2003, la crise du statut des intermittents du spectacle, voit les 26 000 s'illustrer dans les "manifs de droite", inventées par Philippe Nicolle et Fred Tousch. Ensuite, le premier Championnat de France de n'importe quoi remplit les palais des sports. En 2006, le festival Chalon dans la rue s'ouvre avec la dernière création, Beaucoup de bruit pour rien de Shakespeare, le plus gros succès des 26 000 à ce jour (presque trois cents représentations). Un spectacle dont on ne doit pas parler...

## Principales créations
- 1995 : Les Petites commissions, première création de la compagnie
- 1996 : Sens de la visite, grand prix du Festival d'Aurillac
- 1997 : Invité d'honneur : La Poddémie
- 1998 : Direct !
- 2000 : Les Tournées Fournel
- 2002 : Grand Bal des 26 000
- 2003 : premier Championnat de France de n'importe quoi
- 2006 : Beaucoup de bruit pour rien de William Shakespeare, suivi d’une tournée
- 2009 : Jacques et Mylène, suivi d’une tournée
- 2010 : L'Idéal Club, suivi d’une tournée
- 2012 : Attifa de Yambolé, suivi d’une tournée
- 2016 : A bien y réfléchir et puisque vous soulevez la question il faudra quand même trouver un titre un peu plus percutant
- 2022 : Chamonix à l'Opéra de Rennes